# Alexandra Burke
Alexandra Imelda Cecelia Ewen Burke (Islington, London, Egyesült Királyság, 1988. augusztus 25. –) egy brit R&B és pop stílusú előadó. Burke a The X Factor ötödik évadának megnyerése után vált híressé. Az énekesnő jelenlegi kiadója az Epic Records, Syco Records és RCA Records.
A The X Factor nyerteseként, Alexandra kiadta első kislemezét, mely a Hallelujah volt, szerzője Leonard Cohen. A dalból 105 000 példány kelt el egy nap alatt. Az Egyesült Királyságban a legkeresettebb dal lett 2008-ban. 2009 januárjára egy millió vásárlója lett Burke számának.
Debütáló albuma, az Overcome 2009 októberében jelent meg, és a brit albumlista első helyéig jutott el. Erről a Bad Boys is elérte a legelső helyezést, 780 000 eladott példánnyal. Utolsó kislemeze az albumról, a Start Without You harmadik aranyérmes dala lett a brit kislemezlistán. Eddig négy kislemezzel, a Hallelujah, Bad Boys, All Night Long és Start Without You című felvételekkel érte el Írországban a toplista élét. Burke három Brit Award jelölést kapott eddig: 2009-ben Hallelujah, 2010-ben Bad Boys és 2011-ben All Night Long című dalával.
2010 decemberére Alexandra több, mint 4 millió példányt adott el kislemezeiből és első lemezéből. Az Elephant Burke visszatérő kislemezeként jelent meg 2012 februárjában, a brit kislemezlista harmadik helyezését érte el. A Let It Go a Heartbreak on Hold című album következő kislemezeként jelent meg. A lemez júniusban került kiadásra.

## Gyerekkora
Burke ötéves korában kezdett énekelni, kilencévesen már Bahrain színpadán énekelt édesanyjával. Burke többek között afrikai és ír származású. Tizenkét évesen a Star for a Night című tehetségkutató műsorban vett részt, ahol ő volt a legfiatalabb. Amikor Burke Jean Carne számára énekelt, őt annyira lenyűgözte, hogy megkérte, énekeljen műsorában. Burke Islingtonban járt iskolába. A középiskola elvégzése után a zenére koncentrált. Az X Factor klubokban énekelt. Később a Young Voices mellett turnézott. Ezen jótékonysági szervezet célja a leukémiás gyerekek támogatása.

## Pályafutása

### 2005–2009:The X Factor
Burke jelentkezett a The X Factor második évadjára 2005-ben (melynek nyertese Shayne Ward). Itt eljutott a 16-24 évesek csoportjába, ahol viszont mentora, Louis Walsh úgy döntött, nem viszi magából, szerinte túl fiatal volt a versenyhez. Burke viszont nem adta fel, énekórákra kezdett járni, melyet három évig folytatott, hiszen mindenképpen popsztár akart lenni.
Burke második próbálkozása a 2008-as műsor volt. Ekkor a lányok csoportjába jutott, mentora a Girls Aloud egyik tagja, Cheryl Cole volt, aki továbbvitte az élő showba. Az első héten Burke Whitney Houston I Wanna Dance with Somebody című dalát énekelte el. A második hétre a I'll Be Theret dolgozta fel, ezt a Candyman követte.
A negyedik héten a On the Radio című számot választotta. Később a Without You című felvétellel lépett fel. Az előadást a közönség, a zsűri, és Carey is dicsérte.
A 6. és 7. héten ismét pozitív visszajelzéseket kapott, a You are so Beautiful és Relight My Fire feldolgozása után.
A nyolcadik héten Diana Vickers helyett énekelte el Britney Spears Toxic című dalát, illetve Beyoncé Listen című felvételét. A kilencedik héten Rihanna Don't Stop the Music című slágerével lépett fel, amelyet pozitívan fogadtak a mentorok is.
Burke Eoghan Quigg és a JLS ellen küzdött a győzelemért a verseny végén. Három dalt kellett elénekelniük, egy karácsonyit, egy duettet egy hírességgel, és kedvenc dalukat az évadból. Karácsonyi dalként a Csendes éjt adta elő, majd Beyoncé mellett a Listent, végül a You Are So Beautifult énekelte.
Miután Quigg kiesett a versenyből, Burke a Hallelujah-t énekelte el, melyből később első kislemeze lett. Végül 8 000 000 szavazat után 58%-os aránnyal megnyerte a versenyt. 2008 végén a toplista élét uralta a dal, három hétig tartva helyét, illetve egymillió példány kelt el a kislemezből.

### 2009–2010:Overcome
2009. február 13-án jelentették be, hogy Burke egy 3 500 000 millió font értékű lemezszerződést nyert. Az első album megjelenését 2009 márciusára tervezték, később Simon Cowell jelentette be, hogy a lemez később jelenik meg, hogy Alexandra megtalálhassa az ideális dalokat számára. Végül 2009. október 19-én jelent meg a szigetországban, Overcome címmel.
Burke első kislemeze az albumról Bad Boys lett, melyen Flo Rida is közreműködött. A dal 2009. augusztus 25-én debütált. Október 18-ra a brit kislemezlista élére került a szám. Beyoncé később említette, esélyes, hogy egy duettet vesz fel az énekesnővel, illetve megkérte őt, hogy csatlakozzon az I Am… Tourhoz. A debütáló felvétel 2010 januárjában kapta meg a Platina minősítést. Sokan az énekesnőt a JLShez hasonlítják, amely együttes az énekesnő mögött maradt a The X Factorban. A statisztikák szerint Alexandra népszerűbb, viszont a JLS a fiatal lányok körében híresebb. 50 Cent is beszélt arról, hogy szívesen dolgozna az énekesnővel, meghívta egy videóklipjének forgatására.
2009. november 17-én bejelentésre került, a Broken Heels lesz az énekesnő második kislemeze. Twitter fiókján erősítette meg, hogy a videóklipet Los Angeles városában forgatta 2009 novemberében. 2010. március 12-én Burke közölte rajongóival, harmadikként az All Night Longot fogja kiadni, Pitbull közreműködésével. A Dancing on Ice műsorán adta elő a dalt.
Alexandra következő dala a Start Without You lett, mely 2010. szeptember 5-én jelent meg. A videóklip augusztus 19-én jelent meg az énekesnő VEVO csatornáján. A T4 On The Beach rendezvényen is előadta 2010. július 4-én.
Az Overcome bővített változata 2010. november 29-én jelent meg. A Music Week jelentette be az új dalok címét: Perfect, Before the Rain és What Happens On the Dancefloor (közreműködik Cobra Starship). Később kiderült, az ötödik kislemez a The Silence új változata lesz, december elejére ígérték kiadását. 2010. október 27-én jelent meg a videóklip. Később bejelentették, ezt több kislemez nem követi az albumról.

### 2010–2011: All Night Long Tour,Heartbreak On Hold
Burke szerint második albuma kockázatosabb az előzőnél, majd hozzátette, duetteket is tervez a lemezre. Alexandra szünetet tartott, hogy megkezdhesse turnéjának (All Night Long Tour) állomásait járni. Később bejelentette, az album munkálatait két nappal a koncert befejezése után folytatta. A közreműködők közé RedOne, Bruno Mars, StarGate, Rico Love, Autumn Rowe és Ne-Yo sorolható. Burke a So You Think You Can Dance zsűrijének tagja lett. A The X Factor versenyzői közül elsőként lett zsűritag. Burke közölte a hírt, miszerint egy csodálatos előadóval vett fel duettet. Dolgozott Autumn Rowe szerzővel is. Swizz Beatz Show Off című dalán is közreműködött az énekesnő.
Alexandra a The X Factor nyolcadik évadjának negyedik hetében helyettesítette Kelly Rowland énekesnőt, aki betegsége miatt nem tudott megjelenni a műsorban.
Burke első kislemeze második albumáról az Elephant, melynek producere Erick Morillo. A kislemez 2012. március 11-én jelent meg, a brit kislemezlistán harmadik helyezést ért el. Az album második kislemeze a Let it Go, mely 2012. április 13-án debütált a Kiss Radio műsorán. Ugyanezen a napon Alexandra közzétette az album címét (Heartbreak On Hold) és kiadási dátumát (2012. június 4.). Április 18-án bejelentették, a T4 On The Beach-en is fellép az énekesnő. 2012 februárjában bejelentették, szerződést bontott a Syco kiadóval, hogy az RCA Records-hoz szerződhessen.

### 2012–jelen: Harmadik stúdióalbum és egyéb projektek
2012 szeptemberében bejelentették, Burke a Les Misérables-ben részt vesz a Children in Need projekt részeként. Alexandra elárulta, egy amerikai kiadásra szánt albumon dolgozik. Októberben már az is kiderült, hogy a Heartbreak on Hold utódján dolgozik, mely 2013-ban jelenik meg. Burke visszatér eredeti, Overcome-hangzásához. Rajongóival közölte, „R&B slágereket” várjanak. Hozzátette, büszkévé fogja tenni rajongóit.
Burke Pitbull amerikai rapper Shots for the DJ című dalán is közreműködött. Simon Cowell kérésére Burke felvette a Live and Let Die című dalból saját változatát, hogy az amerikai X Factor második évadjának epizódjaiban felhasználhassa azt. 2012 decemberében Alexandra kiadta első EP-jét, mely a Christmas Gift címet kapta.

## Diszkográfia
- Overcome (2009)
- Heartbreak on Hold (2012)
- The Truth Is (2018)

## Turnék
- 2009: The X Factor Live
- 2011: All Night Long Tour